# Inkaku
Inkaku est un artiste sculpteur japonais du XIIe siècle. Ses dates de naissance et de décès ainsi que ses origines, ne sont pas connues mais, on sait que sa période d'activité se situe dans la première moitié du XIIe siècle.

## Biographie
Inkaku est un sculpteur dans la lignée de Jōchō. Cet artiste bouddhiste travaille dans l'atelier Shichijō'miya, fondé à Kyoto par Injo (XIe siècle). Il est l'auteur possible du Bouddha Amida (sanscrit: Amitābha) du monastère Hōkongō-in de Kyoto, datée 1130. On retrouve dans cette œuvre l'influence de Jōchō, mais elle n'en est pas moins empreinte de rigidité. Inkaku est proposé comme étant le père de Inkei.